# Sous le signe de Rome
Pour plus de détails, voir Fiche technique et Distribution.
Sous le signe de Rome (Nel segno di Roma) est un peplum italo-franco-germano-yougoslave réalisé par Guido Brignone en 1958. 

## Synopsis
Zénobie, reine de Palmyre, lutte contre Rome. Le consul Marcus Valerius envoyé par l'empereur Aurélien pour la combattre se laisse capturer. Aidé par le décurion Guiliano et la vestale Bethsabée, sœur du roi assassiné Odenath, il arrive à approcher la reine et veut gagner sa confiance en tentant un arrangement avec Rome. Mais la fidélité de Marcus Valerius à Rome prend le dessus et il rejoint Marcellus et définit un plan d'attaque contre Palmyre. Il revient vers Zénobie pour l'avertir des manœuvres de Semantius qui veut livrer la Syrie aux Perses. Devant l'insuccès de sa démarche et même si Zénobie et lui sont tombés amoureux, Marcus Valerius rejoint les armées romaines et battent les armées de la reine. Zénobie est conduite en captivité à Rome. Devant le Sénat romain, Marcus Valerius parvient à s'expliquer et à sauver la prisonnière. Elle reste captive mais il a le droit de l'accueillir dans sa propre maison. Bethsabée monte sur le trône de Palmyre.

## Fiche technique
- Titre original : Nel segno di Roma
- Réalisation : Guido Brignone
- Scénario : Guido Brignone, Francesco Thellung, Francesco De Feo, Sergio Leone, Giuseppe Mangione
- Musique : Angelo Francesco Lavagnino
- Assistance-réalisation : Riccardo Freda, Michele Lupo, Sergio Leone et Michelangelo Antonioni (non crédité)
- Photographie : Luciano Trasatti
- Décors : Ugo Percoli
- Costumes : Vittorio Nino Novarese
- Montage : Nino Baragli
- Effets spéciaux : Joseph Nathanson
- Production : Enzo Merolle
- Société de production : Lux Film
- Pays de production :  Italie,  France ,  Allemagne de l'Ouest,  Yougoslavie
- Langue : italien
- Genre : Péplum
- Durée : 100 minutes
- Dates de sortie :
  - Italie 5 mars 1959
  - États-Unis : 23 septembre 1959
  - Allemagne de l'Ouest : 2 octobre 1959
  - France : 18 mai 1960

## Distribution

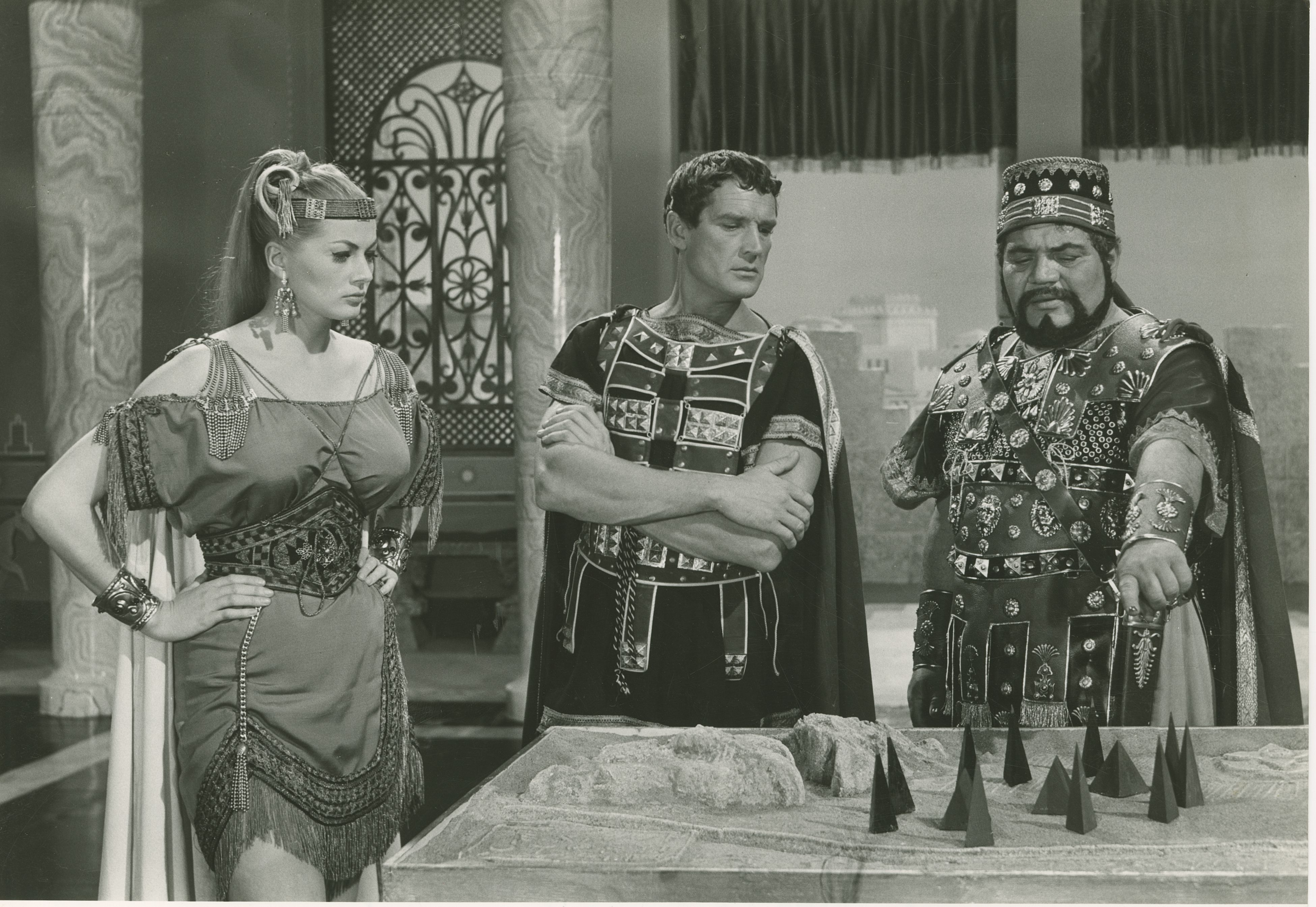
Anita Ekberg, Georges Marchal et Folco Lulli dans une scène du film.

- Anita Ekberg  (V.F : Jacqueline Porel) : Zénobie
- Georges Marchal (V.F : lui-même)  : le consul Marcus Valerius
- Folco Lulli  (V.F : Pierre Morin) : Semantius
- Jacques Sernas  (VF : lui-même) : Giuliano
- Chelo Alonso (VF : Denise Bosc)  : Erika
- Gino Cervi  (V.F : Jean-Henri Chambois) : Aurélien
- Lorella De Luca  (V.F : Janine Freson) : la vestale Bethsabée
- Alberto Farnese  (V.F : Roger Treville) : le consul Marcellus
- Mimmo Palmara  (V.F : Jean Violette) : Lator
- Alfredo Varelli  (V.F : Roger Rudel) : Ito
- Paul Müller  (VF : Lucien Bryonne) : le grand prêtre
- Remo de Angelis : compagnon de Giuliano
- Sergio Sauro : Flavius compagnon de Giuliano
- Giovanni Vari  : le bourreau
- Giulio Maculani : le messager
- Romano Milani : Naserk
- Arturo Bragaglia : un noble
- Arturo Dominici : officier de Zénobie
- et avec les voix de Serge Lhorca (soldat de Zénobie, Jacques Thebault (messager du roi Sapor)